# Hidra d'aigua dolça
L'hidra d'aigua dolça (Hydra viridissima) és una espècie d'hidrozou de l'ordre dels antoatecats. És un pòlip individual d'aigua dolça que es pot trobar sota les llentilles d'aigua i les herbes flotants dels estanys, tolls i rabeigs d'aigua clara. El seu color verd característic es deu a la presència d'algues unicel·lulars del gènere Chlorella a les cèl·lules de la gastrodermis.